# Jocelyn Joseph
Jocelyn Joseph (* 11. Februar 1964) ist eine ehemalige antiguanische Sprinterin. 

## Karriere
Jocelyn Joseph nahm an den Olympischen Sommerspielen 1984 in Los Angeles und 1988 in Seoul teil. 1984 schied sie im Wettkampf über 400 m im Vorlauf aus. Zusammen mit Laverne Bryan, Ruperta Charles, Monica Stevens bildete sie die Staffel über 4 × 400 m. Das Quartett waren die ersten weiblichen Olympiateilnehmerinnen des Landes.
1988 ging sie im Wettkampf über 200 m an den Start, wo sie im Viertelfinale ausschied. Zudem war sie bei der Eröffnungsfeier der Olympischen Spiele 1988 Fahnenträgerin der antiguanischen Mannschaft.
Darüber hinaus nahm Jocelyn Joseph auch an den Weltmeisterschaften 1987 in Rom teil.